# جورج ابوت (بازیکن فوتبال)
جورج ابوت (انگلیسی: George Abbott؛ زادهٔ ۱۷ اوت ۲۰۰۵) بازیکن فوتبال اهل انگلستان است که در پست هافبک برای تاتنهام هاتسپر بازی می‌کند.
وی همچنین در تیم ملی فوتبال زیر ۱۸ سال انگلستان بازی کرده است.